# Hawthorne (Nevada)
Hawthorne è un census-designated place (CDP) degli Stati Uniti, capoluogo della Contea di Mineral nello stato del Nevada. Nel censimento del 2000 la popolazione era di 3.311 abitanti. Il vicino deposito di armi Hawthorne Army Depot è la principale risorsa economica del paese.

## Geografia fisica
Secondo i rilevamenti dell'United States Census Bureau, la località di Hawthorne si estende su una superficie di 3,80 km², tutti occupati da terre.

## Popolazione
Secondo il censimento del 2000, a Hawthorne vivevano 3.311 persone, ed erano presenti 937 gruppi familiari. La densità di popolazione era di 863 ab./km². Nel territorio comunale si trovavano 1.883 unità edificate. Per quanto riguarda la composizione etnica degli abitanti, l'84,48% era bianco, il 6,16% era afroamericano, il 2,81% era nativo, l'1,21% era asiatico e lo 0,12% proveniva dall'Oceano Pacifico. Il 3,05% della popolazione apparteneva ad altre razze e il 2,17% a più di una. La popolazione di ogni razza ispanica corrispondeva al 9,21% degli abitanti.
Per quanto riguarda la suddivisione della popolazione in fasce d'età, il 22,9% era al di sotto dei 18, il 6,6% fra i 18 e i 24, il 22,3% fra i 25 e i 44, il 27,5% fra i 45 e i 64, mentre infine il 20,6% era al di sopra dei 65 anni di età. L'età media della popolazione era di 44 anni. Per ogni 100 donne residenti vivevano 97,8 maschi.